# Marc Hemmeler
Marc Hemmeler (Lyon, 16 mei 1938 – Auch, 27 augustus 1999) was een Zwitserse jazzpianist.

## Biografie
Marc Hemmeler, een autodidacte pianist, leidde in 1959 samen met Jo Gagliardi een band. In 1960 verhuisde hij naar Parijs, waar hij Johnny Hallyday vier jaar vergezelde. In 1964 werd hij resident pianist bij de Blue Note jazzclub, waar hij een trio vormde met Jimmy Gourley en Kenny Clarke om solisten als Stan Getz, Harry Edison, Eddie Lockjaw Davis en René Thomas te begeleiden. Hij werkte later bij het Bilboquet. Vanaf 1969 was hij meer dan een decennium de metgezel van Stéphane Grappelli, met wie hij toerde en verschillende albums opnam (Afternoon in Paris). In 1973 trad hij op met Bill Coleman en Guy Lafitte op het Montreux Jazz Festival (Mainstream in Montreux).
De critici prezen vooral zijn trio- en duo-albums, die in de jaren 1980 werden gemaakt. Hij was ook betrokken bij opnamen van Gérard Badini, Babik Reinhardt, Benny Waters en Marcel Zanini. Begin jaren 1990 trok hij zich terug uit het jazzcircuit.

## Overlijden
Marc Hemmeler overleed in augustus 1999 op 61-jarige leeftijd.

## Discografie
- 1980: Walking in L.A. (met Ray Brown en Shelly Manne)
- 1982: Feelings (met Peter Frei en Alvin Queen)
- 1982: For Betty (met Ray Brown)
- 1986: Anniversary in Paris (met Reggie Johnson, Alvin Queen en op een nummer Herb Ellis)